# 埤頭鄉
埤頭鄉位於臺灣彰化縣南部，濁水溪沖積扇之上。因東西兩側與北斗、二林兩地相鄰，早期為物貨交換所經之地，戰後則有中山高速公路穿越鄉境東緣，交通尚稱便利。全境海拔高度大致偏低，唯早期舊濁水溪時常擺移不定，故地形起伏不平，後隨著埤圳灌溉系統的建立，使其農業水田化順利發展。地方產業為農業，並以種植稻米為主。

## 歷史

### 地名由來
埤頭鄉為位在濁水溪沖積扇上，舊濁水溪流經該鄉與北斗、田尾鄉界。因位在沖積扇上之本鄉農田灌溉不易，故以前在今埤頭村、和豐村、興農村、田尾鄉交界處開闢一個大埤，以供農田灌溉，而當地位於此大埤之頭，故稱之為埤頭。

### 沿革
據史料記載清代早期遍地荒野，而平埔原住民巴布薩族人部落曾居住本鄉如番仔埔等地，後因閩、客逐漸來台落腳墾荒而有漸有聚落形成。直至1861年戴潮春起義，小埔心人陳弄（鄉民稱其為啞吧弄）揭竿響應，一開始聲勢浩大、戰無不勝，被擁立為西王，但在嘉義戰役遇挫，退回小埔心，1863年4月清軍強攻陳弄陣營，是謂小埔心之役，陳弄率眾達2000多戶居民抵抗清兵，可惜最後因寡不敵眾，陳弄夫妻壯烈成仁，村民亦死傷慘重。當時遺留下來，以夯土築成的清軍古砲臺現仍存在，戰場位置就在現今合興村（合興國小）。依據史學家洪敏麟教授考據，戰役之前，小埔心約有二千餘戶，非常富庶繁榮，陳弄敗亡後，小埔心全庄遭大火焚燬，連燒數日，致使人口乃據降，僅存七、八十戶。
日治時期改制為台中州北斗郡埤頭，並開發河圳、大埤，極力推行農業發展，直至迄今成為彰化縣主要農業生產中心之一，居住人口全鄉達17村約3萬2千餘人。

## 人口
根據彰化縣溪湖戶政事務所統計，2024年底埤頭鄉戶數約9.5千戶，人口約2.8萬人，鄉內人口最多與最少的村分別是合興村與元埔村，2024年底兩村人口分別為3,759人與608人。

## 政治

### 歷任首長
| 任次 | 姓名   | 備註       |
| ---- | ------ | ---------- |
| 1    | 陳萬全 |            |
| 2    | 許媽存 |            |
| 3    | 許媽存 |            |
| 4    | 洪堅山 |            |
| 5    | 周六澳 |            |
| 6    | 吳堂和 |            |
| 7    | 吳堂和 |            |
| 8    | 劉新發 |            |
| 9    | 陳 全  |            |
| 10   | 謝拱樞 |            |
| 11   | 蘇來看 |            |
| 12   | 蘇來看 |            |
| 13   | 陳重利 | 中國國民黨 |
| 14   | 陳重利 | 中國國民黨 |
| 15   | 陳凔炅 | 中國國民黨 |
| 16   | 吳錦潭 | 無黨籍     |
| 17   | 吳錦潭 | 無黨籍     |
| 18   | 杜懿彩 | 無黨籍     |
| 19   | 杜懿彩 | 無黨籍現任 |

### 鄉政組織
埤頭鄉公所是埤頭鄉最高層級的地方行政機關，在中華民國政府架構中為鄉自治的行政機關，同時負責執行縣政府及中央機關委辦事項，埤頭鄉的自治監督機關為彰化縣政府。鄉長由全體鄉民直接選舉產生，任期為四年，可連選連任一次。埤頭鄉公所並置鄉政會議，為鄉政最高決策機構，在鄉長之下，設有6課3室等9個內部單位及3個附屬機關。
埤頭鄉民代表會是埤頭鄉的最高民意機關，代表埤頭鄉全體鄉民立法和監察鄉政。鄉民代表由公民直選選出，任期為四年，可連選連任。埤頭鄉民代表會共有11位鄉民代表，分別為第一選區3席鄉民代表、第二選區5席鄉民代表、第三選區1席鄉民代表、第四選區2席鄉民代表，主席、副主席由11位鄉民代表互選產生。

### 行政區
埤頭鄉的行政區劃轄有和豊村、興農村、埤頭村、豊崙村、崙子村、永豐村、合興村、平原村、崙腳村、元埔村、芙朝村、新庄村、陸嘉村、竹圍村、中和村、庄內村、大湖村，共計17個村。

### 警政治安
- 內政部警政署國道公路警察局第3隊隊部
- 內政部警政署國道公路警察局第3隊員林分隊
- 彰化縣警察局北斗分局
  - 埤頭分駐所
  - 中和派出所

## 教育

### 國民中學
- 彰化縣立埤頭國民中學

### 國民小學
- 彰化縣埤頭鄉埤頭國民小學
- 彰化縣埤頭鄉大湖國民小學【大湖厝】
- 彰化縣埤頭鄉中和國民小學【路口厝】
- 彰化縣埤頭鄉合興國民小學【小埔心】
- 彰化縣埤頭鄉芙朝國民小學【牛稠仔】
- 彰化縣埤頭鄉豐崙國民小學

## 交通

### 公路
- 國道一號（中山高速公路）
- 北斗交流道（埤頭交流道）（220），位於元埔村。
- 台1線：溪州鄉－埤頭鄉－溪州鄉
- 台19線：溪湖鎮－埤頭鄉－竹塘鄉
- 縣道145號：埤頭鄉－溪洲鄉－西螺鎮
- 縣道150號：二林鎮－埤頭鄉－北斗鎮
- 縣道152號：竹塘鄉－埤頭鄉－溪州鄉

### 公車客運
日統客運北斗站：彰化縣埤頭鄉埤頭段834之4號 (已歇業)

## 旅遊
- 新庄子濟安宮：主祀蘇府王爺，創建於清同治13年。
- 埤頭四武宮：創立於1876年，為二進一院格局，一樓部份為管理委員室，地藏王殿，二樓則祀奉觀世音菩薩。
- 埤頭合興宮：大殿放有美軍500磅炸彈一枚，其上方有媽祖顯靈接彈敘述。
- 崙仔腳南雲寺：祀奉觀世音菩薩，創立於道光年間，廟觀宏偉在外環道上遠遠就可望之。
- 西王抗清古戰場
- 十三甲文物館
- 合興慈魂塔
- 台灣穀堡稻米觀光工廠
- 彰化百寶村
- 冰粽發源地

## 特產
- 越光米

## 外部連結
- 埤頭鄉公所 （页面存档备份，存于）